# Salamander Industrie-Produkte

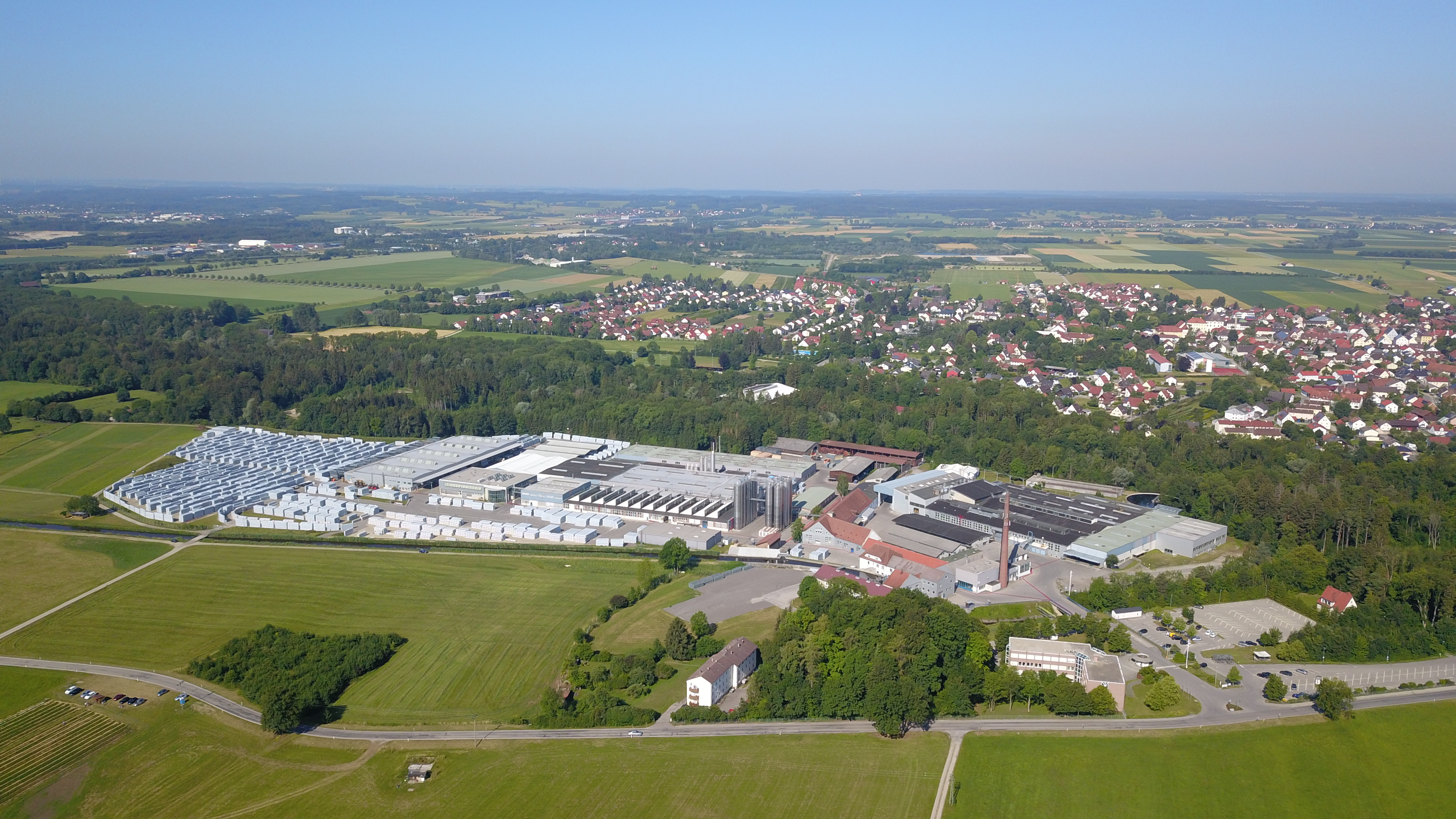
Das Salamander Industrie-Produkte-Werk in Türkheim.

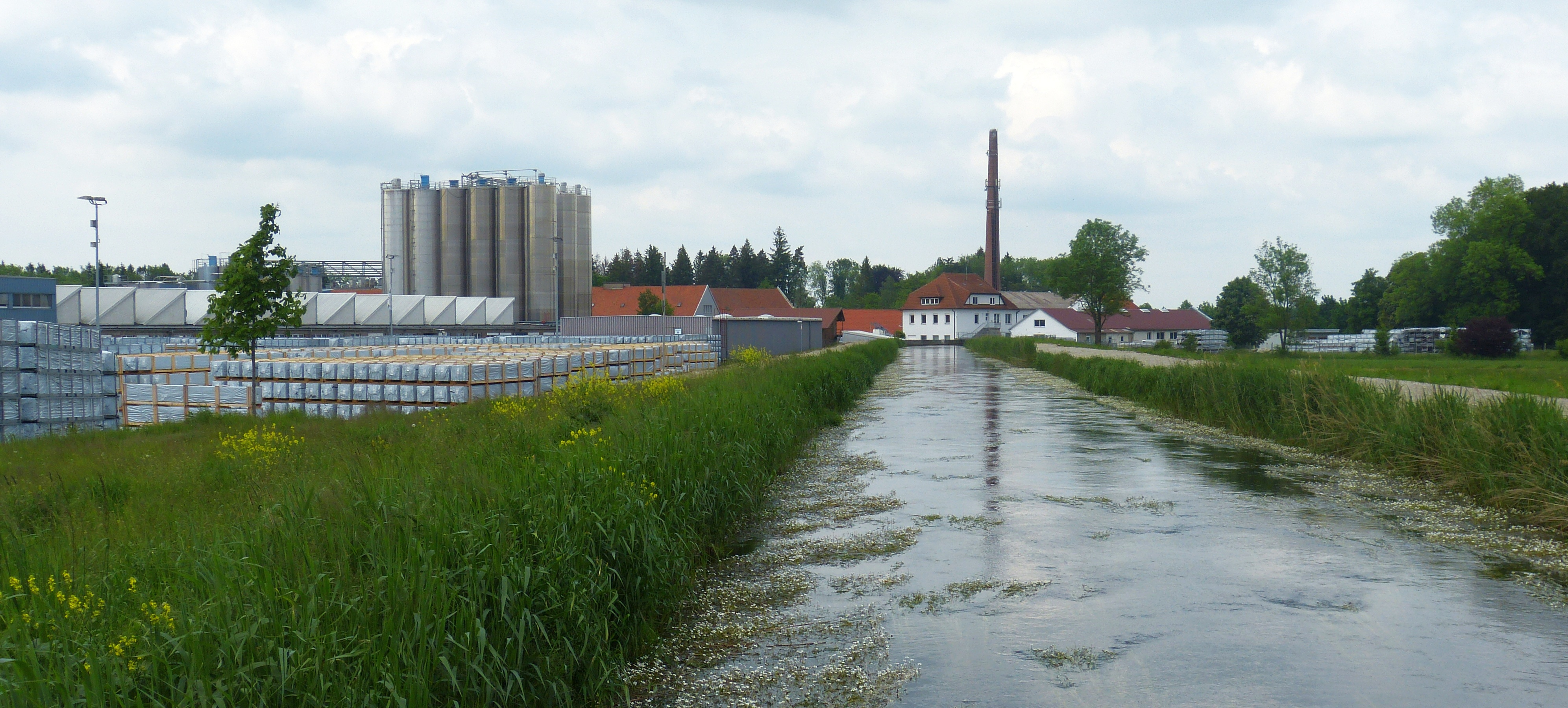
Das Salamander Industrie-Produkte-Werk in Türkheim. Im Vordergrund der kanalisierte Mühlbach.

Die Salamander Industrie-Produkte GmbH mit Stammsitz in Türkheim/Unterallgäu, Deutschland, ist ein Hersteller von Fenster- und Türsystemen.

## Geschichte
Der Name des Unternehmens, Salamander Industrie-Produkte GmbH hat seinen Ursprung in der Schuh-Branche, der Salamander AG.
Ursprünglich wurde 1899 durch Rudolf Moos das Markenzeichen „Salamander“, beim Reichspatentamt als geschützte Marke eingetragen, für ein Lederpflegemittel verwandt. Seine Herstellung erfolgte in den Kellerräumen des Schuhladens von Rudolf Moos in der Friedrichstraße 221 in Berlin. Durch Moos wurde 1903 auch erstmals ein Schuh der Marke Salamander in Berlin mit einem Herstellerpreis von 12,50 Mark das Paar verkauft. Am 30. Dezember 1903 wurde in Berlin das erste Salamander-Schuhgeschäft eröffnet. Bis 1905 führte der Verkaufserfolg dieser Schuhmarke dazu, dass Anfang 1905 das Unternehmen Salamander GmbH in Berlin gegründet wurde. Die beiden Gesellschafter waren Rudolf Moos und der Vertriebsspezialist Max Levi. Vertragspartner war die Schuhfabrik J. Sigle & Cie. in Kornwestheim unter der Leitung von Jakob Sigle. Im Juli 1906 wurde eine weitere Tochtergesellschaft des Salamander-Unternehmens mit Sitz in Stuttgart gegründet.
Die anfangs ausschließlich für die Salamander-Schuhgeschäfte hergestellten Produkte waren rahmengenähte Schuhe für Herren. Nach Neugestaltung der Damenmodelle kamen auch ein Jahr später Damenschuhe ins Salamander-Sortiment. Bis 1913 verwendete das Unternehmen für die Schuhproduktion ein Kunstleder, das eigens aus den USA importiert wurde. Wegen des gestiegenen Eigenbedarfs in den USA und des Kriegszustandes ab Sommer 1914 waren jedoch weitere Lieferungen nach Deutschland nicht mehr möglich. Deshalb beschloss Jakob Sigle, die Rechte für das Herstellungsverfahren zu erwerben und begann selbst in die Produktion von Kunstleder zu gehen. Mit Beginn des Ersten Weltkrieges wurde die Energiezufuhr seines damaligen Firmenstandortes in Hofheim am Taunus zunehmend eingeschränkt, sodass er sich auf die Suche nach einem neuen Standort begab. Bei seiner Suche stieß Jakob Sigle auf den Standort in Türkheim, zu dem neben einer alten Holzschleiferei auch eine Wasserkraftanlage gehörte, die vom Fluss Wertach gespeist wurde.
Nach Jahren der Entwicklung ging Salamander 1936 erstmals mit ihrem eigens angefertigten Lederfasermaterial/Lederfaserstoff in Produktion, welches in Schuh-Hinterkappen und Brandsohlen seine Anwendung fand.
Im Zweiten Weltkrieg konnte der Standort Türkheim trotz Energiekürzungen voll beschäftigt bleiben, denn Schuhe wurden im Krieg dringend benötigt und damit auch das Material für Schuh-Hinterkappen und Brandsohlen.
1960 nahm das Unternehmen mit der Herstellung von Absätzen für Damenschuhe erstmals Aktivitäten im Bereich der Kunststoff-Spritzgusstechnik auf und bildete ab 1973 die Basis für die heutige Kunststoffextrusion für Fenster- und Türprofile im Bereich Window & Door Systems.
Bis 1996 unterhielt das Unternehmen noch einen eigenen Straßenroller-Transport. Vom an der Bahnstrecke Gessertshausen–Türkheim („Staudenbahn“) gelegenen Bahnhof Türkheim (Bay) Markt bis auf das Werksgelände wurden die mit Lederabfällen und flüssigem Latex beladenen Eisenbahnwagen auf Straßenrollern angeliefert. Das Unternehmen besaß zu diesem Zweck zwei eigene Straßenroller der Waggon- und Maschinenbau GmbH Donauwörth sowie eine MAN-Zugmaschine.
Die Marktveränderungen der Schuhbranche im 21. Jahrhundert stürzten die Salamander AG in Kornwestheim in eine Krise, von der auch der Standort Türkheim nicht verschont blieb. Im Laufe des Jahres 2003 fiel die Entscheidung, die Salamander AG zu zerschlagen und die einzelnen Unternehmenssparten getrennt voneinander zu veräußern.
Durch die Zerschlagung der Salamander AG im Jahr 2004 wurde die Sparte Salamander Industrie-Produkte rechtlich selbstständig und baute im Laufe der Jahre ihre Konzernstruktur neu auf.

## Konzernstruktur
Die Salamander Industrie-Produkte GmbH gliedert sich heute in fünf Geschäftsbereiche:

### Salamander Window & Door Systems
Salamander Window & Door Systems gehört zu den führenden europäischen Systemgebern für hochenergiesparende Fenster- und Türsysteme aus Kunststoff. Seit vielen Jahren entwickelt Salamander in enger Zusammenarbeit mit seinen Kunden PVC-Profile für Fenster, Türen und viele weitere Anwendungen rund ums Thema Fenster.
Neben dem Werk in Türkheim besteht seit 1995 im polnischen Włocławek ein weiteres Werk für Fenster- und Türprofile.

### Salamander SPS GmbH & Co. KG
Die ebenfalls in Türkheim ansässige Tochtergesellschaft Salamander SPS GmbH & Co. KG greift als weltweit ältester Hersteller von Materialien aus zurückgewonnenem Lederfaserstoff auf eine mehr als 100-jährige Firmengeschichte zurück, die die Tradition des Lederhandwerks mit den heutigen Anforderungen an Design, Nachhaltigkeit und Innovation verbindet. Einsatz finden die Materiallösungen in der Schuh-, Möbel-, Lederwaren- oder Verpackungsindustrie.

### ttp Papenburg
Die ttp Papenburg GmbH in Papenburg fertigt individuelle Profile aus verschiedensten Kunststoffen und entwickelt spezifische Extrusionslösungen für vielfältige Anwendungsbereiche wie Preisschildleisten für den Ladenbau.

### Salamander Extrutec Solutions GmbH & Co. KG
Die Salamander Extrutec Solutions GmbH & Co. KG ist Experte in der Fertigung von Spezialwerkzeugen, die Einsatz in der Extrusion von Kunststoffprofilen finden. Sie ist 100%ige Tochtergesellschaft der Salamander Industrie-Produkte.

## Belege
1. 1 2 3 4  Erfolgreich mit ganzheitlich definierter Qualität, bauelemente bau: Titelstory November 2016
2. 1 2  Zahlen & Fakten (Memento vom 4. Januar 2020 im Internet Archive), auf sip-windows.com
3. ↑  Rudolf Moos, Erinnerungen, persönliche Aufzeichnungen begonnen am 17. April 1934, S. 534ff. (Manuskript im Besitz des Autors)
4. ↑  Rückblick: Die ersten 75 Jahre (Memento vom 22. Mai 2019 im Internet Archive), in "Chronik zum 100-jährigen Bestehen - Willkommen Zukunft", S. 43
5. ↑  Rückblick: Die ersten 75 Jahre (Memento vom 22. Mai 2019 im Internet Archive), in "Chronik zum 100-jährigen Bestehen - Willkommen Zukunft", S. 44
6. ↑  Der Weg bis in die 80er-Jahre (Memento vom 22. Mai 2019 im Internet Archive), in "Chronik zum 100-jährigen Bestehen - Willkommen Zukunft", S. 63
7. ↑  Die Jahre 2000 bis 2009 (Memento vom 22. Mai 2019 im Internet Archive), in "Chronik zum 100-jährigen Bestehen - Willkommen Zukunft", S. 111
8. ↑  Die Jahre 2000 bis 2009 (Memento vom 22. Mai 2019 im Internet Archive), in "Chronik zum 100-jährigen Bestehen - Willkommen Zukunft", S. 112
9. ↑  Unternehmensgruppe der Salamander Industrie-Produkte GmbH, auf sip-windows.com
10. ↑  Registerportal. Abgerufen am 3. Mai 2022.
11. ↑  Salamander ExtrutecSolutions, auf salamander-windows.com

Koordinaten: 48° 3′ 24,1″ N, 10° 39′ 6,8″ O